# Briketfabrikken under Besættelsen og afvikling i 1966
|  | Denne artikel er oprettet af botten Steenthbot ud fra en ekstern database. Den kan derfor have sproglige fejl eller mangler. Denne skabelon kan fjernes efter kontrol af indholdet. |

Briketfabrikken under Besættelsen og afvikling i 1966 er en dansk dokumentarisk optagelse fra 1966.

## Handling
Kørsel af tørvesmuld fra Kaas Briketfabriks arealer i Store Vildmose til fabrikken under Besættelsen. Man ser gastanke monteret på traktorer og andre maskiner. Det var dansk gas udvundet i Frederikshavn, som Briketfabrikken qua sin store statsstøtte fik del i, da benzinleverancerne blev afbrudt.
Optagelser (i farver) af arbejdet med at demontere fabrikken efter lukningen i 1966.